# ريوكيتشي تيراو
ريوكيتشي تيراو (باليابانية: 寺尾 隆吉) (ولد 1971 في ناغويا) هو هيسباني (متخصص بالأسبانية) ومترجم ياباني .

## أعمال
تيراو له أبحاث منشورة:
- Literaturas al margen (2003)
- La novelística de la violencia en América Latina (2005) (روايات العنف في أمريكا اللاتينية)

وهو مشهور بترجماته إلى اللغة اليابانية من العديد من الكتاب في أمريكا اللاتينية:
- غابرييل غارثيا ماركيث
- خوليو كورتاثر
- خوان كارلوس أونيتي
- أليخو كاربنتيير
- ماريو فارغاس يوسا

كما ترجم أعمال العديد من الكتاب اليابانية البارزة إلى الإسبانية:
- كنزابورو أوي
- جونيتشيرو تانيزاكي
- كوبو آبي